# Saint Mark (Grenada)
Saint Mark ist mit einer Fläche von 25 km² und einer Bevölkerung von 4408 Einwohnern (Stand: 2011) der kleinste Verwaltungsbezirk von Grenada. Hauptstadt ist Victoria. In Saint Mark liegt der Mount Saint Catherine, der mit ungefähr 841 Metern die höchste Erhebung der Insel darstellt.
Jedes Jahr findet in Saint Mark das Festival „St. Mark’s Day Fiesta“ statt.